# Theophil Wurm
Theophil Heinrich Wurm (* 7. Dezember 1868 in Basel; † 28. Januar 1953 in Stuttgart) war ein evangelischer Theologe, Pfarrer, lange Landesbischof der Evangelischen Landeskirche in Württemberg und erster Ratsvorsitzender der EKD.
Theophil Wurms kirchliches und politisches Handeln war geprägt von einer bürgerlichen-konservativen wie auch unabhängig-bekenntnisorientierten Haltung. Daraus erwuchsen sein ambivalentes Handeln und seine Rolle in der Zeit des Nationalsozialismus. Nach dem Zweiten Weltkrieg war er wesentlich am Aufbau einer geeinigten Evangelischen Kirche im Nachkriegsdeutschland beteiligt, setzte sich für die Verständigung mit anderen Kirchen ein und förderte einen bis dahin unbekannten fortwährenden gesellschaftlich-kirchlichen Diskurs. Gleichzeitig widerrief Wurm eigene völkische Ansichten nur bedingt und wandte sich gegen eine klare Entnazifizierung von Kirche und Gesellschaft.

## Leben
1868 wurde Theophil Wurm in Basel als Sohn des württembergischen Pfarrers Paul Ernst Wurm (1829–1911), zu dieser Zeit theologischer Leiter am Missionshaus der Basler Mission, und Regula Luise Kind (1834–1907), Tochter des Schweizer Pfarrers Paul Kind, geboren. Wurm studierte evangelische Theologie in Tübingen und durchlief eine achtjährige Vikariatszeit.
1900 heiratete Wurm die aus Blaubeuren stammende Marie Bruckmann. Das Paar bekam zusammen vier Kinder.

### Pfarrer, Dekan, Abgeordneter
Theophil Wurm wurde 1899 Pfarrer bei der Evangelischen Gesellschaft und der Stadtmission in Stuttgart. Ab 1901 war er deren geschäftsführender Sekretär. Ab 1913 war er als Pfarrer in Ravensburg, ab 1920 als Dekan in Reutlingen tätig. Politisch war Wurm zu Beginn der Weimarer Republik für die nationalkonservative Württembergische Bürgerpartei (der regionale Ableger der DNVP) aktiv, hier wurde er in den Stuttgarter Landtag gewählt. Nach dem Zweiten Weltkrieg gehörte er der Vorläufigen Volksvertretung für Württemberg-Baden als Vertreter der evangelischen Kirche an.

### Prälat, Kirchenpräsident, Landesbischof
1927 wurde Wurm Prälat (Regionalbischof) in Heilbronn, 1929 Kirchenpräsident der württembergischen Landeskirche. 1933 wurde dieses leitende Amt in der württembergischen Kirche in Landesbischof umbenannt.
Bei der Vereinigung der deutschen Landeskirchen in eine Reichskirche unterstützte Wurm den deutschchristlichen Pfarrer Ludwig Müller für das Amt des Reichsbischofs gegenüber dem von dem Pfarrernotbund bevorzugten Friedrich von Bodelschwingh. Diese anfängliche Unterstützung des von der NSDAP gewünschten Kurses wandte sich jedoch in Protest um, als die Gleichschaltung sich nicht nur auf die preußische Landeskirche beschränkte, sondern sich auch auf die württembergische Landeskirche erstreckte. Theophil Wurm hielt am 22. April 1934 einen Gottesdienst im Ulmer Münster, der den Anschluss seiner Landeskirche an die Bekennende Kirche markiert.
Einer weitergehenden Eingliederung der von ihm geleiteten württembergischen Landeskirche in die Reichskirche widersetzte er sich 1934 zunächst erfolgreich. Im Oktober 1934 wurde gegen Wurm eine Schutzhaft in mildester Form, eine Art Hausarrest, verhängt, ein Kommissar wurde als sein Vertreter eingesetzt und zahlreiche Oberkirchenräte, Prälaten, Dekane und Pfarrer wurden suspendiert. Der Großteil der Kirchenmitglieder hielt jedoch zum Landesbischof und zeigte das auch in Form zahlreicher Versammlungen und Demonstrationen. Schließlich wurde vom Landgericht entschieden, dass die Kirchenleitung und damit der Landesbischof wieder in alle seine Rechte einzusetzen sei, Wurm blieb Bischof. In seinen Lebenserinnerungen sprach er von zwei „Aussprachen“ mit Adolf Hitler im Jahr 1934.
Während fast alle evangelischen Landeskirchen 1933/34 Bischöfe der Nazi-freundlichen Deutschen Christen erhielten, blieben Württemberg, Bayern und Hannover von dieser Herrschaft verschont. Diese Landeskirchen galten deshalb als „intakt“. In den „zerstörten“ Landeskirchen bildeten sich seit Oktober 1934 Bruderräte der Bekennenden Kirche. An dieser unterschiedlichen Entwicklung zerbrach schließlich 1936 die innere Einheit der Bekennenden Kirche. 1934 rückte auch Wurm endgültig von den nationalsozialistischen Deutschen Christen ab und nahm an Synoden der Bekennenden Kirche teil. Er distanzierte sich aber von Positionen ihres entschlossenen Flügels.
1937 gehörte Wurm zu denen, die Die Erklärung der 96 evangelischen Kirchenführer gegen Alfred Rosenberg wegen dessen Schrift Protestantische Rompilger unterzeichneten.
Im März 1938 wies er die Gemeinden an, mit einem einstündigen Glockenläuten den Anschluss Österreichs als „göttliche Fügung“ zu begrüßen. Gottes Vorsehung schrieb Wurm auch das Scheitern des Anschlags auf Adolf Hitler zu, das der schwäbische Schreiner Georg Elser am 8. November 1939 im Münchner Bürgerbräukeller verübte: „Mit dem ganzen deutschen Volk sind wir tief erschüttert über den verbrecherischen Anschlag auf das Leben unseres Führers in München. Die Geistlichen werden Gelegenheit nehmen, im Gottesdienst am kommenden Sonntag dem Dank gegen Gott für sein gnädiges Bewahren Ausdruck zu geben, und fortfahren in der ernstlichen Fürbitte, daß Gott seine schützende Hand auch fernerhin über dem Führer und unsrem Volke halten möge.“
Im Juli 1940 protestierte Landesbischof Wurm als erster deutscher evangelischer Bischof gegen das sogenannte Euthanasieprogramm der Nationalsozialisten. In seinem Protestschreiben an Reichsinnenminister Frick vom 19. Juli 1940 hält Wurm es für seine „Pflicht, die Reichsregierung darauf aufmerksam zu machen, daß in unserm kleinen Lande diese Sache (das Euthanasieprogramm) ganz großes Aufsehen erregt“, und schließt seinen Mahn-Brief mit den biblischen Worten „Dixi et salvavi animam meam“ (Ich sage dies zur Rettung meiner Seele, Ez 3,19 ). Er protestierte auch gegen die Judenverfolgung. Einige Jahre zuvor hatte er sich noch antisemitisch geäußert, was große Auseinandersetzungen innerhalb der Landeskirche zur Folge hatte: „Ich bestreite mit keinem Wort dem Staat das Recht, das Judentum als ein gefährliches Element zu bekämpfen. Ich habe von Jugend auf das Urteil von Männern wie Heinrich von Treitschke und Adolf Stöcker über die zersetzende Wirkung des Judentums auf religiösem, sittlichem, literarischem, wirtschaftlichem und politischem Gebiet für zutreffend gehalten.“ (Schreiben Wurms an Reichsjustizminister Gürtner vom 6. Dezember 1938, aus Anlass der Pogrom-Nacht im November).
Ab 1940 kam er immer deutlicher von seiner bisherigen Kompromisshaltung ab und näherte sich den radikaleren Flügeln der Bekennenden Kirche, er hielt auch zur Widerstandsgruppe des „Kreisauer Kreises“ Kontakt. Am 16. Juli 1943 verurteilte er in einem mutigen Schreiben an Hitler die Verfolgung und Ermordung von Juden und wendete sich gegen die geplante Zwangsscheidung von Mischehen. 1944 wurde er aufgrund seiner Proteste mit einem Schreib- und Redeverbot belegt. Sein Ende 1941 gegründetes „Kirchliches Einigungswerk“ bildete nach 1945 einen wichtigen Grundstock für den Aufbau der Evangelischen Kirche in Deutschland (EKD).

### Ambivalente Position zur Entnazifizierung und erster Ratsvorsitz der EKD
Nach dem Kriegsende kämpfte Wurm für den Zusammenschluss der unterschiedlichen evangelischen Landeskirchen in Deutschland. Im August 1945 gelang die Gründung der Evangelischen Kirche in Deutschland (EKD) auf der „Kirchenführerkonferenz“ in Treysa (heute ein Ortsteil von Schwalmstadt), auf der Wurm zum ersten Ratsvorsitzenden gewählt wurde. Zudem sorgte Wurm dafür, dass evangelische Akademiker und Verantwortungsträger aus dem Bereich der Wirtschaft in den Aufbau demokratischer Strukturen der Nachkriegszeit eingebunden wurden: So lud er zum 29. September 1945 auf Initiative von Pfarrer Eberhard Müller zu „Tagen der Besinnung“ nach Bad Boll ein und gründete damit die erste kirchliche Akademie in Mitteleuropa, die Evangelische Akademie Bad Boll. Im Oktober 1945 war er einer der Mitunterzeichner des Stuttgarter Schuldbekenntnisses, in dem die evangelische Kirche ihr Versagen im Dritten Reich eingestand und damit eine Brücke zu den Kirchen der Kriegsgegner baute. Auf der Basis dieses Bekenntnisses wurde die Wiederaufnahme der deutschen evangelischen Kirchen in die weltweite ökumenische Zusammenarbeit möglich. Wurm begann ebenso, sich auf Basis der württembergischen Diasporabeziehungen aktiv für eine Aussöhnung mit Frankreich und Italien einzusetzen. So wurden die 1948 im Piemont stattfindende Hundertjahrfeier des Statuto Albertino und die 250-Jahr-Feier der Waldensischen Emigration nach Deutschland 1949 in Maulbronn zum Anlass genommen, über und mit Vertretern der EKD wie der Waldensergemeinden in Deutschland, Italien und Frankreich in weiteren Austausch zu kommen. Die erste Städtepartnerschaft zwischen Deutschland und Frankreich wurde 1950 zwischen Ludwigsburg und der protestantischen Enklave Montbéliard unterzeichnet, ebenso auf Basis der Verbindungen der Württembergischen Landeskirche. Ebenso setzte das Gustav-Adolf-Werk der EKD die Unterstützung der italienischen und französischen Diasporagemeinden fort.
Wurm protestierte gegenüber den Siegermächten gegen die Härte der Entnazifizierung. In Briefen an die Hauptankläger der Nürnberger Prozesse wandte er sich gegen die angebliche Anwendung von „verbrecherischen Methoden und abscheulichen Quälereien“ zur Erpressung von Aussagen und Geständnissen. Wurm war im Gründungsvorstand der Stillen Hilfe, eines 1951 gegründeten Vereins unter der Leitung von Helene Elisabeth Prinzessin von Isenburg, der publizistisch, juristisch und materiell flüchtige, inhaftierte und verurteilte Nazi-Täter unterstützte.
1948 trat Theophil Wurm von seinem Amt als Landesbischof zurück, blieb jedoch bis zu seinem Tod in der Kirche aktiv. Bis 1949 war Theophil Wurm Ratsvorsitzender der EKD und maßgeblich an deren Verfassungsgebung beteiligt.
Wurm war Mitglied der Tübinger Studentenverbindung Luginsland.

## Auszeichnungen
- 1910: Silberne Karl-Olga-Medaille
- 1929: Ehrendoktorwürde der Universität Tübingen
- 1951: Großes Verdienstkreuz mit Stern[14]
- 1969: Einrichtung eines Gedenktags am 29. Januar im Evangelischen Namenkalender der EKD

## Schriften (Auswahl)
- Evangelischer Glaube : Predigten. Quell-Verlag, Stuttgart 1931.
- Lebensrätsel und Gottesglaube. Ein Wort zu den Nöten der Gegenwart. Quell-Verlag, Stuttgart 1932.
- Die Botschaft der Kirche : Predigten. Quell-Verlag, Stuttgart 1935.
- Das religiöse Problem in der neueren deutschen Geschichte (Schriftendienst der Kanzlei der Evangelischen Kirche in Deutschland, Nr. 1), Schwäbisch Gmünd 1949.
- Fünfzig Jahre im Dienste der Kirche.  Evangelische Verlagsanstalt, Stuttgart 1950 (Predigten & Reden)
- Erinnerungen aus meinem Leben. Quell Verlag, Stuttgart 1953.